# Sportska hala Jezero
Sportska hala Jezero (serb. Спортска хала Језеро/Sportska hala Jezero) – hala widowiskowo-sportowa w serbskim mieście Kragujevac.
Pole gry ma wymiary 25 na 52 metry, hala zaś ma 17 metrów wysokości. Widownia mieści 3570 osób. Rozgrywane są w niej zawody w koszykówce, piłce ręcznej, siatkówce, futsalu i gimnastyce.
Powstała w 1978 roku, w roku 2012 przeszła renowację.